# Traquito

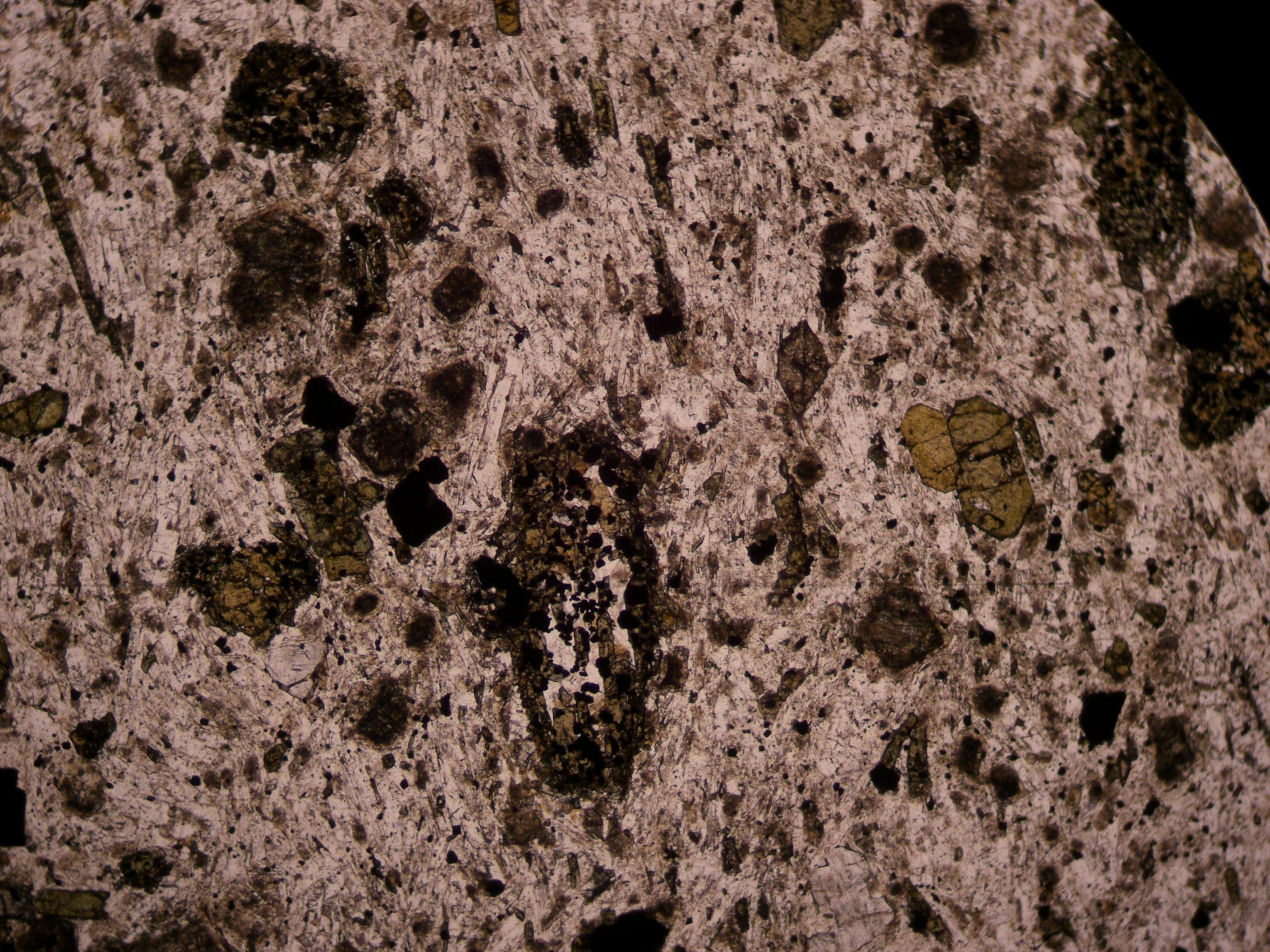
Micrografia visível

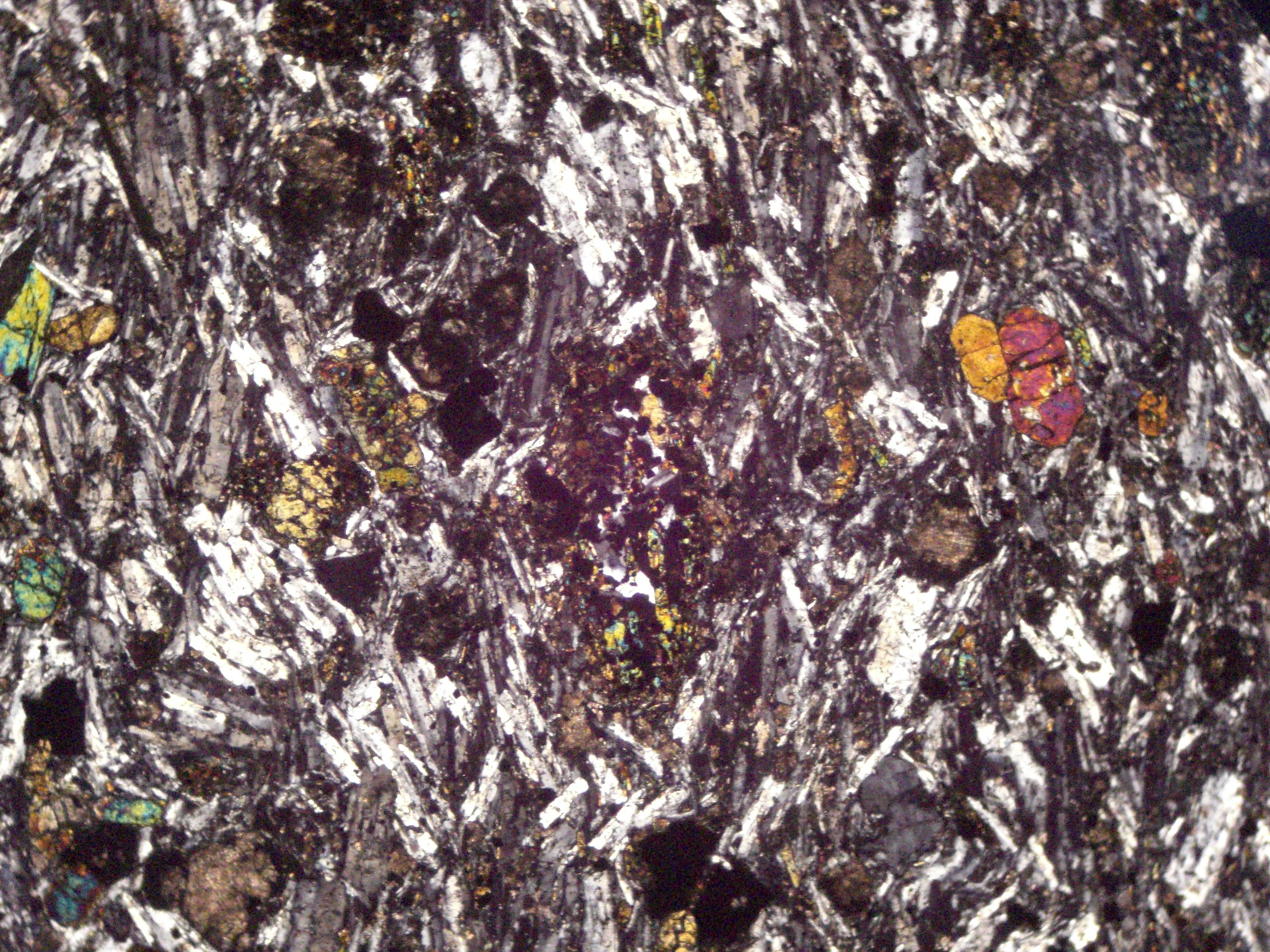
Micrografia com luz polarizada cruzada (Nicol).

Classificação do traquito segundo o diagrama Streckeisen.

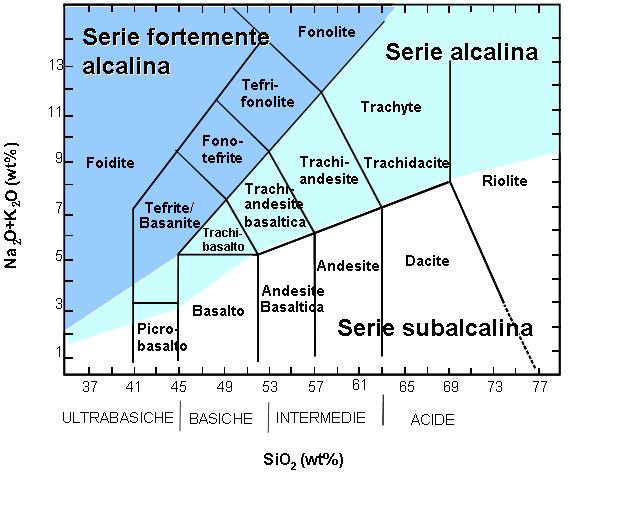
Classificação do traquito segundo o diagrama TAS.

Traquito (do grego: τραχύς trachys; "rugoso, áspero") é uma rocha ígnea vulcânica (efusiva), de textura afanítica a porfirítica e teor ponderal intermédio de sílica (58% a 69%) e de elementos alcalinos (>7%), composta maioritariamente por feldspatos alcalinos, mas com um teor significativo de plagioclase e quartzo (mais frequentemente tridimite) ou de um feldspatoide como a nefelina. A biotite, as clinopiroxenas e a olivina são os minerais acessórios mais comuns. O equivalente plutónico do traquito é o sienito.

## Descrição
Os traquitos são rochas vulcânicas explosiva, ricas em feldspatos alcalinos e com um teor ponderal em sílica elevado. Os traquitos integram-se, por isso, no grupo das rochas félsicas. O traquito é uma rocha com granulometria fina e textura compacta, dominada pelo tipo microlítico, embora a presença de fenocristais seja habitual. A estrutura apresenta também carácter fluidal, porque os microcristais apresentam campos de orientação comum segundo as linhas de fluxo.
A coloração é bastante clara, o que enquadra os traquitos entre as rochas leucocratas, geralmente cinza-esbranquiçadas a cinzento-acastanhado e cinzento-esverdeado, tendendo a apresentar coloração clara nas variedades cristalinas, mais escura nas variedades vitrosas. A textura é porfírica, vitrofírica ou holocristalina, frequentemente vacuolar ou finamente porosa e por isso apresentando superfícies de fractura rugosas.
Os traquitos são constituídos principalmente por feldspatos alcalinos, pertencendo ao mesmo grupo de rochas alcalinas que o sienito, rocha magmática considerada como o seu equivalente plutónico. Entre os feldspatos alcalinos, o mais frequente é a sanidina, mas pode ocorrer também a albite ou a anortite (que são feldspatos plagioclásicos). O silício pode por vezes exprimir-se sob a forma de quartzo, mas numa proporção sempre inferior a 10% em peso. Ocasionalmente estão presentes cristais de feldspatos plagioclásicos, de biotite e de anfíbolas. Também podem ocorrer pequenas quantidades de minerais máficos, como anfíbolas e biotite.
Do ponto de vista da composição química, como indicado pela sua posição no diagrama da classificação TAS, os traquitos apresentam um teor ponderal de sílica igual ou superior a 58%, mas sempre inferior a 69%. O teor em minerais alcalinos é sempre superior a 7 %. Esta composição corresponde à cristalização fraccionada dos basaltos alcalinos originados por magmas que não tenham migrado directamente da sua zona de génese  (a mais de 30 km de profundidade) até à superfície, mas que tenham evoluído quimicamente por contaminação crustal, reflectindo assim na sua composição química a influência da crusta atravessada, e que tenham permanecido armazenados nas câmaras magmáticas, por volta dos 10 km de profundidade, onde ficam enriquecidos em sílica em resultado do seu arrefecimento e por fusão da crusta terrestre encaixante. Em resumo, a génese dos traquitos está intimamente associada à cristalização fraccionada dos basaltos alcalinos.
Como minerais principais os traquitos contêm feldspatos alcalinos, nomeadamente a sanidina e as ortoclases, e quantidades menores de plagioclases (do tipo andesina-labradorite), com destaque para a oligoclase. É frequente a presença de albite nos traquitos mais alcalinos e de biotite, hornblenda, quartzo, anfíbolas sódicos e piroxenas nos restantes. Como minerais acessórios, ocorre a apatite, o zircão, as piroxenas, a magnetite, a titanite e a allanite.
No diagrama de classificação QAPF de Streckeisen o traquito ocupa o campo 7, não sendo contudo estabelecida a sua composição modal, que é quimicamente definida pelo domínio T do diagrama TAS. O seu teor em SiO2 fica compreendido no intervalo 57,6% - 69,0% em peso e é mais baixa do que o do riólito. Os óxidos de metais alcalinos Na2O e K2O correspondem a mais do que 7% em peso, mais do que ocorre na dacite.
Quando a quantidade de feldspato alcalino mais plagioclase é superior a 90% em volume, a rocha é designada por «traquito alcali-feldspático»  (campo 6 do diagrama QAPF). Quando ultrapassa os 20% de quartzo é designado por traquito quártzico ou traquito-quatzo-alcali-feldspático. Quando o teor ponderal de minerais feldspatoides ultrapassa os 10%, a rocha é designada por foido-traquito ou traquito feldspatoide. Os minerais acessórios máficos mais comuns são as clinopiroxenas, hornblenda, biotite e a fayalite. Neste caso, devido à composição mineral modal dá origem a uma rocha esverdeada brilhante.
A ocorrência de traquitos está associada a ambientes vulcânicos não orogénicos, em especial às ilhas vulcânicas das cristas médias oceânicas. Apesar disso, traquitos do tipo calcalcalino ocorrem de forma difusa em regiões continentais, tendo presença importante em algumas regiões isoladas da Europa Central, nomeadamente o sueste da França, sul da Alemanha, a República Checa e a Hungria. Estão também presente na Escócia. Na Itália ocorrem nas Colli Euganei e em diversas outras regiões, dando origem a diversas designações utilizadas nas alvenarias e na escultura (toscaniti, vulsiniti, ciminiti; orvietiti e vicoiti).
Os traquitos dão origem a lavas muito viscosas, cuja erupção forma sobretudo domos e protrusões, e estão geralmente associados a um vulcanismo do tipo explosivo.
O termo «traquito» foi cunhado em 1813 pelo geólogo francês Alexandre Brongniart para descrever um vulcanito da região de Auvergne, que ficou a ser a localidade tipo para a rocha. Como à fractura os traquitos apresentam um aspecto rugoso, Alexandre Brongniart criou o neologismo «trachyte», aportuguesado para «traquito», cuja etimologia deriva do grego clássico τραχύς (trachys), «rugoso». Outro trabalho pioneiro sobre a rocha deve-se a René Just Haüy. Outros nomes para traquito, como ortófiro, ortopórfiro e ortoclaspórfiro, são considerados obsoletos e não devem ser utilizados.

## Usos

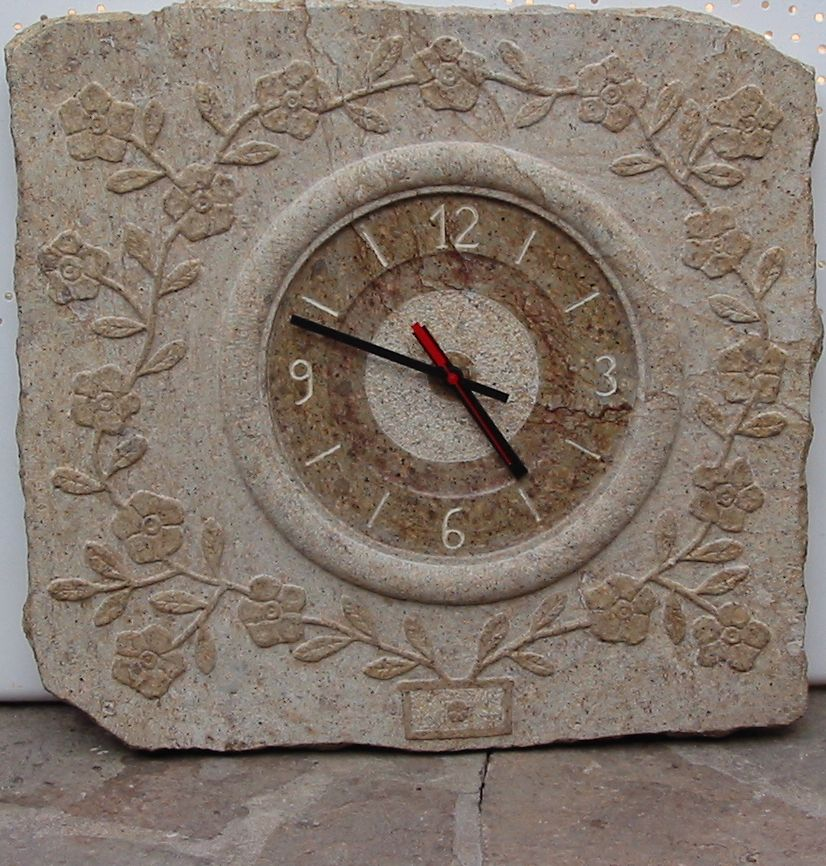
Baixo relevo no quadrante de um relógio construído em traquito

O traquito é uma pedra largamente utilizada para alvenarias e para produção de elementos construtivos de grandes dimensões, nomeadamente lintéis, lancis, cornijas, pilastras, padieiras e elementos decorativos dos edifícios. É contudo uma rocha fortemente susceptível à alteração, podendo sofrer rápida degradação físico-química quando exposta ao ar e à água.
O traquito foi amplamente utilizado no passado, e ainda o é, principalmente para pavimentação de estradas, construção de calçadas e elementos delimitadores de pavimentos artísticos. Em tempos mais recentes, graças às suas características cromáticas e a capacidade de ser cortado em placas finas e polidas, considerado adequado para fins de revestimento e embelezamento de edifícios, tanto para interiores como para exteriores (escadas e pavimentos).
Convém contudo notar que como pedra para construção e escultura são comercializadas sob o nome de «traquito» genericamente pedras extraídas de rochas efusivas com estrutura porfirítica ou microcristalina, nelas se incluindo por vezes alguns ignimbritos e andesitos.